# 모시풀
모시풀은 한반도 중부 이남의 밭에서 재배하는 여러해살이풀로서 높이는 1-2m 가량이다. 넓은 달걀 모양의 잎이 어긋나게 달리며 잎자루가 있다. 7-8월경이 되면 암꽃은 엷은 녹색, 수꽃은 황백색으로 피는데, 모두 잎겨드랑이에 나며 원추꽃차례를 이룬다. 열매는 수과이며, 근경은 목질로 땅속에서 옆으로 뻗고, 줄기는 둥근 모양이다. 주로 밭에서 재배하는데, 특히 제주·전남·경북 및 충남의 한산 등지에 널리 분포하고 있다. 줄기의 껍질에서 채취한 섬유는 모시라고 하여 옷감이나 밧줄 등의 여러 용도로 사용되고 있다. 뿌리는 약재로 이용한다.
충청도 및 일부 지역에서는 모시풀에서 즙을 짜내어 쌀가루나 밀가루와 섞어 모시떡이나 모시국수를 만들기도 하고, 모시풀 잎을 통째로 전으로 부쳐 먹기도 하며, 여름철 건강 식품으로 점차 인기를 얻어가고 있다 (2010년 8월 29일 방영, KBS 한식 탐험대 인용)

## 참고 문헌
- 이 문서에는 다음커뮤니케이션(현 카카오)에서 GFDL 또는 CC-SA 라이선스로 배포한 글로벌 세계대백과사전의 내용을 기초로 작성된 글이 포함되어 있습니다.